# 国際連合安全保障理事会決議の一覧 (2201-2300)
| 決議 | 日付           | 投票        | 備考 | 文書リンク                                            |
| --- | -------------- | ----------- | --- | ----------------------------------------------------- |
| 2015年安全保障理事会理事国 · 中国 フランス ロシア イギリス アメリカ合衆国 · アンゴラ チリ スペイン ヨルダン リトアニア マレーシア ナイジェリア ニュージーランド チャド ベネズエラ |                |             | |                                                       |
| 2201 | 2015年2月15日  | 全会一致    | イエメンで発生したクーデターを非難                                                                                             | 原文 日本語訳 ウィキソース(英語)                      |
| 2202 | 2015年2月17日  | 全会一致    | ウクライナ東部の独立紛争の停戦について                                                                                         | 原文 日本語訳 ウィキソース(英語)                      |
| 2203 | 2015年2月18日  | 全会一致    | 国際連合ギニアビサウ統合平和構築支援事務所の活動期限延長                                                                       | 原文 ウィキソース(英語)                               |
| 2204 | 2015年2月24日  | 全会一致    | イエメンに対する制裁延長 | 原文 日本語訳 ウィキソース(英語)                      |
| 2205 | 2015年2月26日  | 全会一致    | 国際連合アビエ暫定治安部隊の活動期限延長                                                                                       | 原文 ウィキソース(英語)                               |
| 2206 | 2015年3月3日   | 全会一致    | 南スーダンに対する制裁 | 原文 ウィキソース(英語)                               |
| 2207 | 2015年3月4日   | 全会一致    | 北朝鮮情勢、決議1874に基づき設置された専門家パネルの活動期限延期                                                               | 原文 日本語訳 ウィキソース(英語)                      |
| 2208 | 2015年3月5日   | 全会一致    | 国際連合リビア支援団の活動期限延長                                                                                             | 原文 日本語訳 ウィキソース(英語)                      |
| 2209 | 2015年3月6日   | 採択 14-0-1 | シリア内戦における化学兵器の使用を非難                                                                                         | 原文 日本語訳 ウィキソース(英語)                      |
| 2210 | 2015年3月16日  | 全会一致    | 国連アフガニスタン支援ミッションの活動期限延期                                                                                 | 原文 ウィキソース(英語)                               |
| 2211 | 2015年3月26日  | 全会一致    | 国際連合コンゴ民主共和国安定化ミッションの活動期限延期                                                                         | 原文 ウィキソース(英語)                               |
| 2212 | 2015年3月26日  | 全会一致    | 国連中央アフリカ多面的統合安定化ミッションの軍人、警察官、刑務官の増員を承認                                                   | 原文 ウィキソース(英語)                               |
| 2213 | 2015年3月27日  | 全会一致    | 国際連合リビア支援団の活動期限延長                                                                                             | 原文 ウィキソース(英語)                               |
| 2214 | 2015年3月27日  | 全会一致    | リビア情勢について | 原文 日本語訳 ウィキソース(英語)                      |
| 2215 | 2015年4月2日   | 全会一致    | 国際連合リベリア・ミッションのリベリア政府上院選挙支援任務の終了                                                               | 原文 ウィキソース(英語)                               |
| 2216 | 2015年4月14日  | 採択 14-0-1 | イエメンに対する制裁 | 原文 日本語訳 ウィキソース(英語)                      |
| 2217 | 2015年4月28日  | 全会一致    | 国際連合中央アフリカ多面的統合安定化ミッションの活動期限延期                                                                   | 原文 ウィキソース(英語)                               |
| 2218 | 2015年4月28日  | 全会一致    | 国際連合西サハラ住民投票ミッションの活動期限延長                                                                               | 原文 ウィキソース(英語)                               |
| 2219 | 2015年4月28日  | 全会一致    | コートジボワールに対する制裁の期限延長                                                                                         | 原文 ウィキソース(英語)                               |
| 2220 | 2015年5月22日  | 採択 9-0-6  | 小型武器の違法な拡散防止について                                                                                               | 原文 日本語訳 ウィキソース(英語)                      |
| 2221 | 2015年5月26日  | 全会一致    | 国際連合ソマリア支援ミッションの活動期限延期                                                                                   | 原文 ウィキソース(英語)                               |
| 2222 | 2015年5月27日  | 全会一致    | 武力紛争におけるジャーナリストの安全保障について                                                                               | 原文 日本語訳 ウィキソース(英語)                      |
| 2223 | 2015年5月28日  | 全会一致    | 国際連合南スーダン派遣団の活動期限延長                                                                                         | 原文 日本語訳 ウィキソース(英語)                      |
| 2224 | 2015年6月9日   | 全会一致    | イラン核開発問題について、決議1929に基づき設置された専門家パネルの活動期限延長                                                 | 原文 ウィキソース(英語)                               |
| 2225 | 2015年6月18日  | 全会一致    | 武力紛争が子供に与える影響について                                                                                             | 原文 日本語訳 ウィキソース(英語)                      |
| 2226 | 2015年6月25日  | 全会一致    | 国際連合コートジボワール活動の活動期限延長                                                                                     | 原文 ウィキソース(英語)                               |
| 2227 | 2015年6月29日  | 全会一致    | 国際連合マリ多元統合安定化ミッションの活動期限延期                                                                             | 原文 ウィキソース(英語)                               |
| 2228 | 2015年6月29日  | 全会一致    | 国際連合アフリカ連合ダルフール派遣団の活動期限延長                                                                             | 原文 日本語訳 ウィキソース(英語)                      |
| 2229 | 2015年6月29日  | 全会一致    | 国際連合兵力引き離し監視軍の活動期限延期                                                                                       | 原文 ウィキソース(英語)                               |
| 2230 | 2015年7月14日  | 全会一致    | 国際連合アビエ暫定治安部隊の活動期限延長                                                                                       | 原文 日本語訳 ウィキソース(英語)                      |
| 2231 | 2015年7月20日  | 全会一致    | 包括的共同作業計画とイランに対する制裁解除について                                                                             | 原文 ウィキソース(英語)                               |
| 2232 | 2015年7月28日  | 全会一致    | アフリカ連合ソマリア平和維持部隊、国際連合ソマリア支援ミッションの活動期限延期                                                 | 原文 ウィキソース(英語)                               |
| 2233 | 2014年7月29日  | 全会一致    | 国際連合イラク支援ミッションの活動期限延長                                                                                     | 原文 日本語訳 ウィキソース(英語)                      |
| 2234 | 2014年7月29日  | 全会一致    | 国際連合キプロス平和維持軍の活動期限延長                                                                                       | 原文 ウィキソース(英語)                               |
| 2235 | 2015年8月7日   | 全会一致    | シリア内戦における化学兵器の使用を非難                                                                                         | 原文 日本語訳 ウィキソース(英語)                      |
| 2236 | 2015年8月21日  | 全会一致    | 国際連合レバノン暫定駐留軍の活動期限延長                                                                                       | 原文 ウィキソース(英語)                               |
| 2237 | 2015年9月2日   | 全会一致    | リベリアに対する制裁の一部解除（資産凍結、入国禁止）、武器輸出規制の継続、決議1903に基づき設立された専門家パネルの活動期限延長 | 原文 ウィキソース(英語)                               |
| 2238 | 2015年9月10日  | 全会一致    | 国際連合リビア支援団の活動期限延長                                                                                             | 原文 日本語訳 ウィキソース(英語)                      |
| 2239 | 2015年9月17日  | 全会一致    | 国際連合リベリア・ミッションの活動期限延長                                                                                     | 原文 ウィキソース(英語)                               |
| 2240 | 2015年10月9日  | 採択 14-0-1 | rリビアからの不法移民や人身売買が疑われる船の検査実施                                                                          | 原文 ウィキソース(英語)                               |
| 2241 | 2015年10月9日  | 採択 13-0-2 | 国際連合南スーダン派遣団の活動期限延長、文民の保護等についてあらゆる必要な措置を取ることを承認                                 | 原文 日本語訳 ウィキソース(英語)                      |
| 2242 | 2015年10月13日 | 全会一致    | 女性・平和・安全保障に関する決議                                                                                               | 原文 日本語訳 ウィキソース(英語)                      |
| 2243 | 2015年10月14日 | 全会一致    | 国際連合ハイチ安定化ミッションの活動期限延長                                                                                   | 原文 ウィキソース(英語)                               |
| 2244 | 2015年10月23日 | 採択 14-0-1 | ソマリアに対する武器の禁輸延長、ソマリア及びエリトリア監視グループの活動期限延長                                               | 原文 ウィキソース(英語)                               |
| 2245 | 2015年11月9日  | 全会一致    | 国際連合AMISOM支援事務局を国際連合ソマリア支援事務局への改組                                                                   | 原文 ウィキソース(英語)                               |
| 2246 | 2015年11月10日 | 全会一致    | ソマリア情勢について | 原文 ウィキソース(英語)                               |
| 2247 | 2015年11月10日 | 全会一致    | ボスニア・ヘルツェゴビナにおける欧州連合部隊アルテアの活動期限延長                                                             | 原文 ウィキソース(英語)                               |
| 2248 | 2015年11月12日 | 全会一致    | ブルンジ情勢について | 原文 ウィキソース(英語)                               |
| 2249 | 2015年11月20日 | 全会一致    | ISILによる各地でのテロを非難                                                                                                   | 原文 日本語訳 ウィキソース(英語)                      |
| 2250 | 2015年12月9日  | 全会一致    | 国際紛争と青年の保護について                                                                                                   | 原文 日本語訳 ウィキソース(英語)                      |
| 2251 | 2015年12月15日 | 全会一致    | 国際連合アビエ暫定治安部隊の活動期限延長                                                                                       | 原文 ウィキソース(英語)                               |
| 2252 | 2015年12月15日 | 採択 13-0-2 | 国際連合南スーダン派遣団の活動期限延長                                                                                         | 原文 ウィキソース(英語)                               |
| 2253 | 2015年12月17日 | 全会一致    | 「1267/1989アルカーイダ制裁委員会」を「1267/1989/2253 ISIL（ダーシュ）およびアルカーイダ制裁委員会」に改組                     | 原文 日本語訳 ウィキソース(英語)                      |
| 2254 | 2015年12月18日 | 全会一致    | シリア情勢について | 原文 日本語訳 ウィキソース(英語)                      |
| 2255 | 2015年12月21日 | 全会一致    | テロリスト（ターリバーン）に対する制裁について                                                                                 | 原文 ウィキソース(英語)                               |
| 2256 | 2015年12月22日 | 採択 14-0-1 | 旧ユーゴスラビア国際戦犯法廷及びルワンダ国際戦犯法廷の判事、臨時判事、検察官の任期延長について                                 | 原文 ウィキソース(英語)                               |
| 2257 | 2015年12月22日 | 全会一致    | 国際連合兵力引き離し監視軍の活動期限延期                                                                                       | 原文 ウィキソース(英語)                               |
| 2258 | 2015年12月22日 | 全会一致    | シリアへの人道支援物資の監視メカニズムの期限延長                                                                               | 原文 日本語訳 ウィキソース(英語)                      |
| 2259 | 2015年12月23日 | 全会一致    | リビア情勢について | 原文 日本語訳 ウィキソース(英語)                      |
| 2016年安全保障理事会理事国 · 中国 フランス ロシア イギリス アメリカ合衆国 · アンゴラ エジプト スペイン 日本 マレーシア ニュージーランド セネガル ウクライナ ウルグアイ ベネズエラ |                |             | |                                                       |
| 2260 | 2016年1月20日  | 全会一致    | 国際連合コートジボワール活動の軍人削減                                                                                         | 原文 ウィキソース(英語)                               |
| 2261 | 2016年1月25日  | 全会一致    | コロンビア内戦の和平、国際連合コロンビアミッションの設立                                                                       | 原文 ウィキソース(英語)                               |
| 2262 | 2016年1月27日  | 全会一致    | 中央アフリカに対する制裁延長                                                                                                   | 原文 ウィキソース(英語)                               |
| 2263 | 2016年1月28日  | 全会一致    | 国際連合キプロス平和維持軍の活動期限延長                                                                                       | 原文 ウィキソース(英語)                               |
| 2264 | 2016年2月9日   | 全会一致    | 国際連合中央アフリカ多面的統合安定化ミッションの軍人、警官、刑務官の人員について                                               | 原文 ウィキソース(英語)                               |
| 2265 | 2016年2月10日  | 全会一致    | 南スーダン情勢、決議1591に基づき設置された専門家パネルの活動期限延期                                                           | 原文 日本語訳 ウィキソース(英語)                      |
| 2266 | 2016年2月24日  | 全会一致    | イエメンに対する制裁延長 | 原文 ウィキソース(英語)                               |
| 2267 | 2016年2月26日  | 全会一致    | 国際連合ギニアビサウ統合平和構築支援事務所の活動期限延長                                                                       | 原文 ウィキソース(英語)                               |
| 2268 | 2016年2月26日  | 全会一致    | シリア情勢について | 原文 日本語訳 ウィキソース(英語)                      |
| 2269 | 2016年2月29日  | 採択 11-0-4 | 旧ユーゴスラビア国際戦犯法廷及びルワンダ国際戦犯法廷に代わるメカニズム（残余メカニズム）の検察官任命について                   | 原文 日本語訳 ウィキソース(英語)                      |
| 2270 | 2016年3月2日   | 全会一致    | 核実験、ミサイル発射を実施した北朝鮮に対する追加制裁                                                                           | 原文 日本語訳 ウィキソース(英語) ウィキソース日本語訳 |
| 2271 | 2016年3月2日   | 全会一致    | 南スーダン情勢、決議2206に基づき設置された専門家パネルの活動期限延長                                                           | 原文 日本語訳 ウィキソース(英語)                      |
| 2272 | 2016年3月11日  | 採択 14-0-1 | 国際連合平和維持要員による性的搾取および虐待について                                                                           | 原文 日本語訳 ウィキソース(英語)                      |
| 2273 | 2016年3月15日  | 全会一致    | 国際連合リビア支援団の活動期限延長                                                                                             | 原文 ウィキソース(英語)                               |
| 2274 | 2016年3月15日  | 全会一致    | 国連アフガニスタン支援ミッションの活動期限延期                                                                                 | 原文 ウィキソース(英語)                               |
| 2275 | 2016年3月24日  | 全会一致    | 国際連合ソマリア支援ミッションの活動期限延期                                                                                   | 原文 ウィキソース(英語)                               |
| 2276 | 2016年3月24日  | 全会一致    | 北朝鮮情勢、決議1874に基づき設置された専門家パネルの活動期限延期                                                               | 原文 日本語訳 ウィキソース(英語)                      |
| 2277 | 2016年3月30日  | 全会一致    | 国際連合コンゴ民主共和国安定化ミッションの活動期限延期                                                                         | 原文 ウィキソース(英語)                               |
| 2278 | 2016年3月31日  | 全会一致    | リビアから不正に石油を輸出する船舶に対する臨検を加盟国に許可延長                                                               | 原文 ウィキソース(英語)                               |
| 2279 | 2016年4月1日   | 全会一致    | ブルンジ情勢 | 原文 ウィキソース(英語)                               |
| 2280 | 2016年4月7日   | 全会一致    | 南スーダンに対する制裁延長 | 原文 日本語訳 ウィキソース(英語)                      |
| 2281 | 2016年4月26日  | 全会一致    | 国際連合中央アフリカ多面的統合安定化ミッションの活動期限延期                                                                   | 原文 ウィキソース(英語)                               |
| 2282 | 2016年4月27日  | 全会一致    | 紛争後の平和構築について | 原文 日本語訳 ウィキソース(英語)                      |
| 2283 | 2016年4月27日  | 全会一致    | コートジボワールに対する制裁解除、制裁委員会の解散                                                                             | 原文 ウィキソース(英語)                               |
| 2284 | 2016年4月27日  | 全会一致    | 国際連合コートジボワール活動の活動期限延長                                                                                     | 原文 ウィキソース(英語)                               |
| 2285 | 2016年4月29日  | 採択 10-2-3 | 国際連合西サハラ住民投票ミッションの活動期限延長                                                                               | 原文 日本語訳 ウィキソース(英語)                      |
| 2286 | 2016年5月3日   | 全会一致    | 武力紛争における医療関係者の安全保障                                                                                           | 原文 日本語訳 ウィキソース(英語)                      |
| 2287 | 2016年5月12日  | 全会一致    | 国際連合アビエ暫定治安部隊の活動期限延長                                                                                       | 原文 日本語訳 ウィキソース(英語)                      |
| 2288 | 2016年5月25日  | 全会一致    | リベリアに対する制裁の全面解除（武器輸出規制の解除）                                                                           | 原文 ウィキソース(英語)                               |
| 2289 | 2016年5月27日  | 全会一致    | アフリカ連合ソマリア・ミッションの活動期限延長                                                                                 | 原文 ウィキソース(英語)                               |
| 2290 | 2016年5月31日  | 全会一致    | 南スーダンに対する制裁延長 | 原文 日本語訳 ウィキソース(英語)                      |
| 2291 | 2016年6月13日  | 全会一致    | 国際連合リビア支援団の活動期限延長                                                                                             | 原文 ウィキソース(英語)                               |
| 2292 | 2016年6月14日  | 全会一致    | リビアへ武器を輸出する疑いのある船舶の検査について                                                                             | 原文 ウィキソース(英語)                               |
| 2293 | 2016年6月23日  | 全会一致    | コンゴ民主共和国に対する制裁の更新                                                                                             | 原文 ウィキソース(英語)                               |
| 2294 | 2016年6月29日  | 全会一致    | 国際連合兵力引き離し監視軍の活動期限延期                                                                                       | 原文 ウィキソース(英語)                               |
| 2295 | 2016年6月29日  | 全会一致    | 国際連合マリ多元統合安定化ミッションの活動期限延期                                                                             | 原文 ウィキソース(英語)                               |
| 2296 | 2016年6月29日  | 全会一致    | 国際連合アフリカ連合ダルフール派遣団の活動期限延長                                                                             | 原文 日本語訳 ウィキソース(英語)                      |
| 2297 | 2016年7月7日   | 全会一致    | アフリカ連合ソマリア・ミッションの活動期限延期                                                                                 | 原文 ウィキソース(英語)                               |
| 2298 | 2016年7月22日  | 全会一致    | リビアの化学兵器廃棄について                                                                                                   | 原文 ウィキソース(英語)                               |
| 2299 | 2016年7月25日  | 全会一致    | 国際連合イラク支援ミッションの活動期限延長                                                                                     | 原文 ウィキソース(英語)                               |
| 2300 | 2016年7月26日  | 全会一致    | 国際連合キプロス平和維持軍の活動期限延長                                                                                       | 原文 ウィキソース(英語)                               |